# Павленко, Екатерина Юрьевна (брейкер)
Екатерина Юрьевна Павленко (укр. Катерина Юріївна Павленко; род. 2 июня 1995, Харьков), также известная как Kate — украинская би-гёрл, участница летних Олимпийских игр 2024 года в Париже.

## Биография
Екатерина Павленко родилась 2 июня 1995 года в Харькове, Украина. Заинтересовалась брейк-дансом в 2009 году, когда училась в 9 классе. Начала ходить в театр экстремального танца. Через несколько месяцев стала заниматься с тренером. Мама первоначально не одобряла увлечение дочери. Говорила, что этот танец не женский и от него всё тело будет в синяках. В 2017 и 2018 годах Екатерина победила на международном брейкерском фестивале в Словакии Outbreak Europe, также одержала победу на фестивале Temple Rock в Орландо, США.
В 2021 году Екатерина переехала в Лос-Анджелес. В 2022 году её мама и бабушка после полномасштабного российского вторжения в Украину переехали в Чехию. Екатерина посещала Харьков в июне 2023 года.
Павленко прошла квалификацию на летние Олимпийские игры в Париже 2024 года, где брейкинг был впервые представлен, вместе с ещё одной украинской би-гёрл Анной Пономаренко (Stefani). Обе украинки в групповом этапе оказались в одной группе и выходили на баттл друг против друга. Екатерина заняла первое место в своей группе и вышла в четвертьфинал, где проиграла китаянке 671.
Екатерина замужем за американским би-боем Виктором Монтальво, который также принимал участие в Олимпийских играх и взял бронзовую медаль.